# 哈維納山
78°27′S 84°37′W / 78.450°S 84.617°W

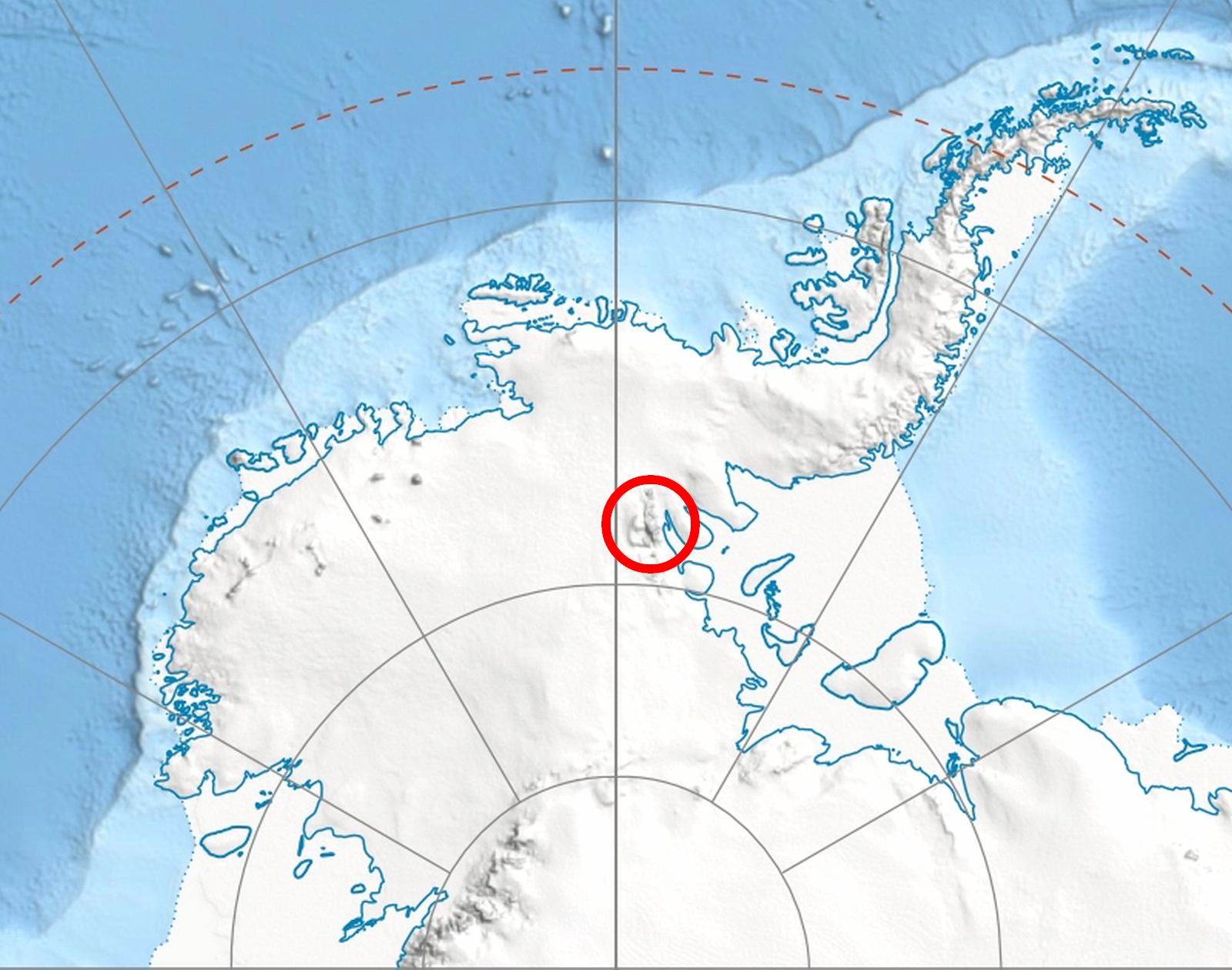

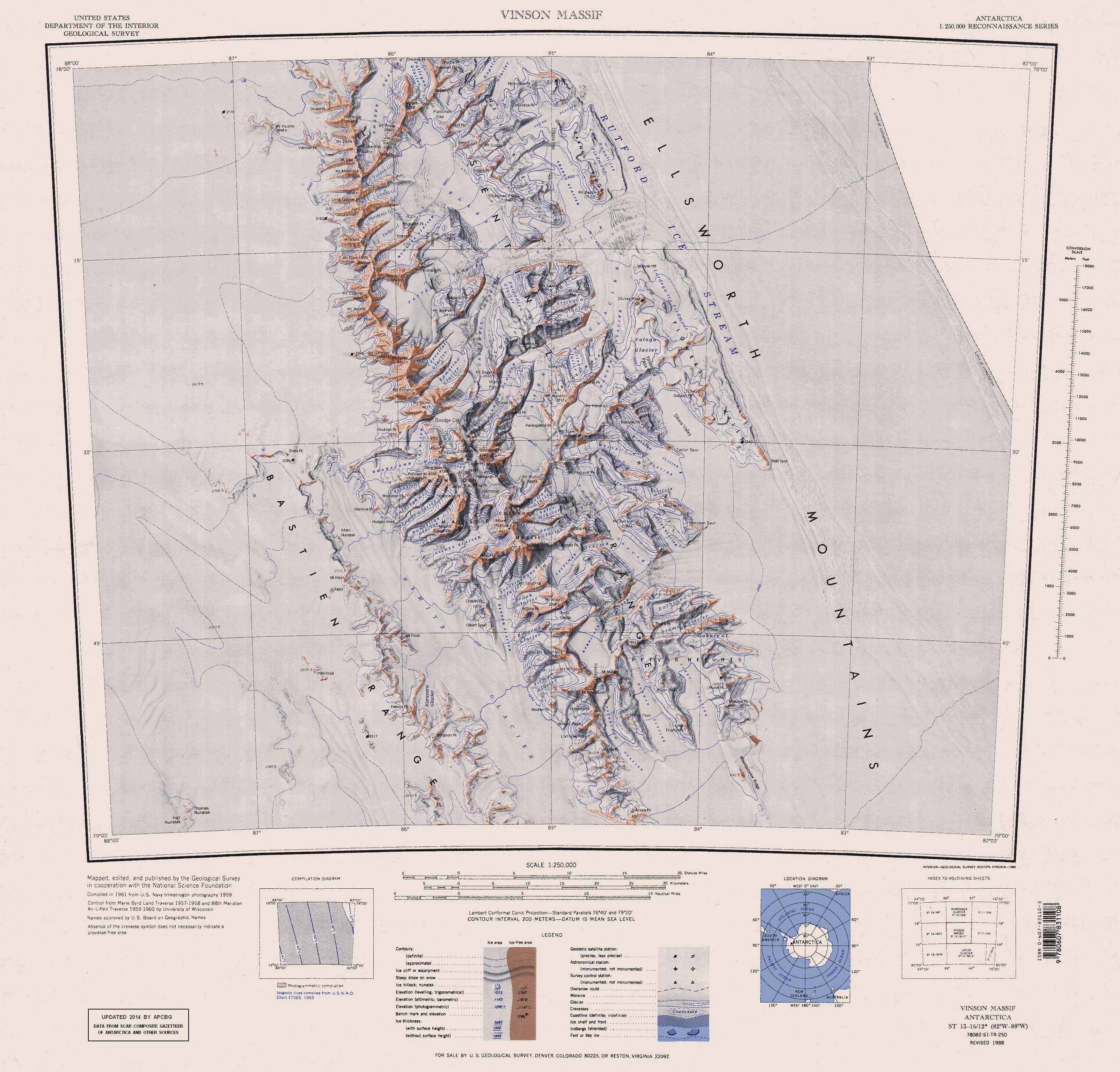

哈維納山是南極洲的山峰，位於埃爾斯沃思地，屬於埃爾斯沃思山脈中森蒂納爾嶺的一部分，海拔高度2,800米，根據美國地質調查局的測量和美國海軍的空中照片被繪入地圖。

## 外部連結
- SCAR Composite Antarctic Gazetteer（页面存档备份，存于）